# Brookesia nana
Brookesia nana is een hagedis uit de familie kameleons (Chamaeleonidae).

## Naam en indeling
Het is een van de kortstaartkameleons uit het geslacht Brookesia. De wetenschappelijke naam van de soort werd voor het eerst voorgesteld door Frank Glaw, Jörn Köhler, Oliver Hawlitschek, Fanomezana M. Ratsoavina, Andolalao Rakotoarison, Mark D. Scherz & Miguel Vences in 2021. Vanwege de recente ontdekking wordt de kameleon in veel literatuur nog niet vermeld. De soortaanduiding nana komt uit het Latijn en betekent vrij vertaald 'vrouwelijke dwerg'.

## Uiterlijke kenmerken
De kameleon heeft een bruine lichaamskleur, een korte staart, kleine stekeltjes op de rug en heeft doorn-achtige uitsteekseltjes aan de dijen van de achterpoten. Een stekeltjesrij op de staart ontbreekt. Mannetjes worden ongeveer 22 millimeter lang inclusief staart, de grotere vrouwtjes bereiken een lichaamslengte tot ongeveer 29 mm. Mannetjes hebben een verhoudingsgewijs kortere staart in vergelijking met de vrouwtjes, maar ook met die van mannetjes van andere kortstaartkameleons.

## Verspreiding en habitat
Brookesia nana komt endemisch voor op het Afrikaanse eiland Madagaskar en is alleen bekend van de typelocatie in het Sorata massief. Het areaal is waarschijnlijk kleiner dan 100 vierkante kilometer, waardoor de soort als een ernstig bedreigde diersoort zou moeten beschouwd (Critically Endangered of CR).